# Campeonato Italiano de Rugby 1979-80
El Campeonato de Rugby de Italia de 1979-80 fue la quincuagésima edición de la primera división del rugby de Italia.

## Sistema de disputa
Los equipos se enfrentaron en condición de local y de visitante a cada uno de sus rivales.
El equipo que al finalizar el torneo se encuentre en la primera posición se declara automáticamente como campeón.
Mientras que los dos últimos equipos descenderán directamente a la segunda división.

## Desarrollo
- Tabla de posiciones:[1]

| Pos. | Equipo             | Encuentros | Encuentros | Encuentros | Encuentros | Tantos | Tantos | Tantos | Puntos |
| Pos. | Equipo             | PJ         | PG         | PE         | PP         | F      | C      | Dif    | Puntos |
| ---- | ------------------ | ---------- | ---------- | ---------- | ---------- | ------ | ------ | ------ | ------ |
| 1.º  | Petrarca Padova    | 22         | 18         | 1          | 3          | 508    | 149    | +359   | 37     |
| 2.º  | Rugby Rovigo       | 22         | 17         | 2          | 3          | 507    | 216    | +291   | 36     |
| 3.º  | Treviso            | 22         | 15         | 3          | 4          | 498    | 188    | +310   | 33     |
| 4.º  | L'Aquila Rugby     | 22         | 15         | 0          | 7          | 455    | 221    | +234   | 30     |
| 5.º  | San Donà           | 22         | 11         | 0          | 11         | 248    | 312    | -64    | 22     |
| 6.º  | Rugby Brescia      | 22         | 10         | 1          | 11         | 229    | 353    | -124   | 21     |
| 7.º  | Rugby Roma Olimpic | 22         | 8          | 1          | 13         | 289    | 348    | -59    | 17     |
| 8.º  | Amatori Catania    | 22         | 7          | 3          | 12         | 211    | 303    | -92    | 17     |
| 9.º  | Frascati Rugby     | 22         | 8          | 0          | 14         | 199    | 336    | -137   | 16     |
| 10.º | Rugby Parma        | 22         | 7          | 1          | 14         | 204    | 404    | -200   | 15     |
| 11.º | Casale Rugby       | 22         | 7          | 0          | 15         | 214    | 394    | -180   | 14     |
| 12.º | Rugby Torino       | 22         | 3          | 0          | 19         | 194    | 532    | -338   | 6      |

|  | Campeón.                 |
|  | Descendido a la Serie B. |

| Bandera de Italia       |
| Campeón Petrarca Padova |
| Séptimo título          |